# Adács
Adács é um município da Hungria, situado no condado de Heves. Tem 37,94 km² de área e sua população em 2015 foi estimada em 2.642 habitantes.